# Дзянси
Дзянси (на мандарински:江西省; пинин: Jiāngxī) e провинция в югоизточната част на Китай. Административен център и най-голям град в провинцията е град Нанчан.